# Room at the Top
Room at the Top (bra: Almas em Leilão; prt: Um Lugar na Alta Roda) é um filme britânico de 1959, do gênero drama, dirigido por Jack Clayton, com roteiro de Neil Paterson.
O filme foi indicado a seis Oscars, ganhando dois: Melhor Atriz (Signoret) e Melhor Roteiro Adaptado (Paterson). Suas outras indicações no 32º Oscar foram de Melhor Filme, Melhor Diretor (Clayton), Melhor Ator (Harvey) e Melhor Atriz Coadjuvante (Baddeley). A atuação de Baddeley, que consiste em 2 minutos e 19 segundos de tempo na tela, é a mais curta de todos os tempos a ser indicada a um Oscar de atuação.

## Elenco principal
- Simone Signoret  …  Alice Aisgill
- Laurence Harvey  …  Joe Lampton
- Heather Sears    …  Susan Brown
- Donald Wolfit    …  Mr. Brown
- Donald Houston   …  Charles Soames
- Hermione Baddeley   …  Elspeth

## Prêmios e indicações
Oscar 1959
- Venceu
  - Melhor atriz (Simone Signoret)[5]
  - Melhor roteiro adaptado[5]
- Indicado
  - Melhor filme[5]
  - Melhor diretor[5]
  - Melhor ator (Laurence Harvey)[5]
  - Melhor atriz coadjuvante (Hermione Baddeley)[5]